# Amaravati
Amaravati (Telugu అమరావతి) ist die De-facto-Hauptstadt des indischen Bundesstaates Andhra Pradesh. Die geplante Stadt liegt am südlichen Ufer des Flusses Krishna im Distrikt Guntur. Sie wurde an einem 217 Quadratkilometer großen Flussufer gebaut und soll zu 51 % aus Grünflächen und zu 10 % aus Wasserfläche bestehen. Der Stadtname wurde von der historischen Stadt Amaravati, der alten Hauptstadt der Shatavahana-Dynastie entlehnt. Der Grundstein wurde am 22. Oktober 2015 in Uddandarayunipalem von Premierminister Narendra Modi gelegt. Die Ballungsräume von Guntur und Vijayawada sind die größten Vororte von Amaravati und sollen mit ihr zu einem integrierten Raum verschmelzen. 2019 haben sich mehrere Investoren, darunter die Weltbank, aus dem Projekt zurückgezogen.

## Lage
Die Stadt wird im Distrikt Guntur am Ufer des Flusses Krishna gebaut und liegt 40 Kilometer südwestlich von Vijayawada und 32 Kilometer nördlich von Guntur.

## Geschichte
In der Gegend des modernen Amravati wurden schon vor etwa 2000 Jahren die ersten Gesetze auf dem Boden des modernen Andhra erlassen. Diese gesetzgeberische Tradition fand ihr Ende mit dem Untergang des Shatavahana-Reichs etwa im 3. nachchristlichen Jahrhundert. Als kurz nach der Unabhängigkeit Indiens im Jahr 1953 der neue Bundesstaat Andhra gebildet wurde, wurde Kurnool dessen Hauptstadt. 1956 wurde Andhra mit der Telangana-Region zum neuen Bundesstaat „Andhra Pradesh“ vereinigt, aber im Jahr 2014 wieder weitgehend entlang der alten Grenzen in die beiden Bundesstaaten Telangana und Andhra Pradesh geteilt. Die Hauptstadt des früheren Andhra Pradesh, Hyderabad, lag auf dem Gebiet Telanganas. Hyderabad wurde für eine Übergangsphase zur Hauptstadt beider Bundesstaaten bestimmt. Es stellte sich die Frage, welche Hauptstadt das verkleinerte Andhra Pradesh künftig haben sollte. Die Entscheidung fiel nicht erneut für Kurnool, sondern für Amaravati als neue Hauptstadt Andhra Pradeshs. Die Stadt wird seither systematisch ausgebaut.
2015 wurde der Grundstein der Stadt gelegt. Die Staatsregierung hat das in Singapur ansässige Konsortium Ascendas-Singbridge und Sembcorp Development mit dem Bau der Hauptstadt beauftragt. Die Infrastruktur der neuen Hauptstadt wird in sieben bis acht Jahren in Phasen entwickelt. Das Geld zur Finanzierung der neuen Hauptstadt stammt von der indischen Regierung, internationalen Investoren und der Weltbank.
Seit Oktober 2016 arbeiten die meisten Ministerien und Beamten der Regierung von Andhra Pradesh in Interim-Einrichtungen im Stadtteil Velagapudi von Amaravati. In Hyderabad verbleibt nur noch ein stark verkleinerter Reststab.

## Einwohner
Auf der Fläche der Stadt lebten 2019 bereits ca. 100.000 Einwohner. Die meisten Einwohner sprechen die Sprache Telugu. In der weiteren Umgebung der Stadt lebten ca. 5,8 Millionen Menschen.

## Wirtschaft und Infrastruktur

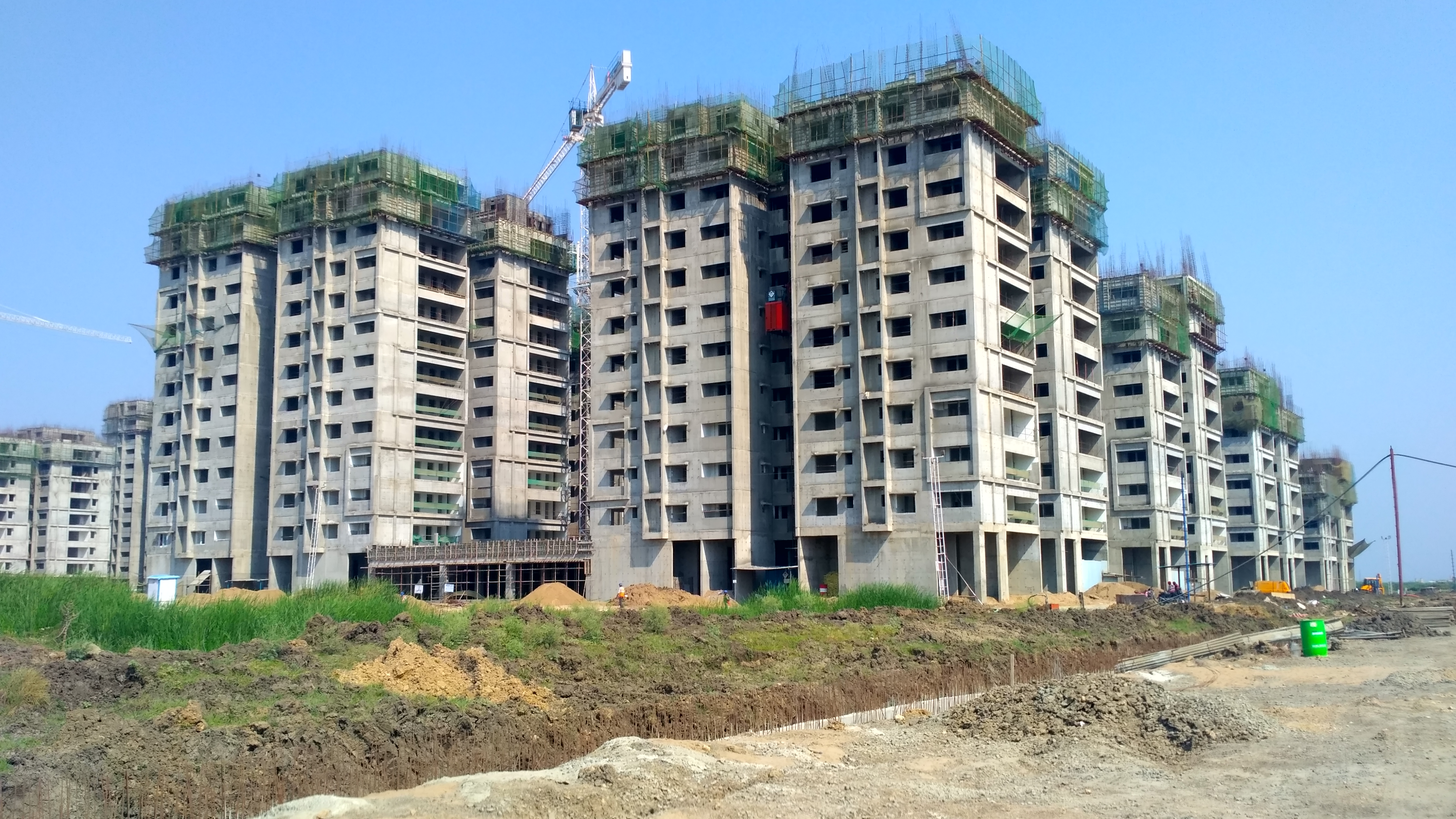
Wohngebiet für öffentliche Angestellte im Bau, März 2019

Der Masterplan der Stadt ist an Singapur orientiert. Der Stadtplan wurde von zwei Beratern aus Singapur erarbeitet, die von der indischen Regierung dazu beauftragt wurden. Am Bau der Stadt sind zudem weitere internationale Berater beteiligt. Die Regierung plant Amaravati als grüne und moderne Stadt, die Vorbildfunktion für andere Städte im Land haben soll.
Die Stadt wird neun thematische Bereiche, bestehend aus Finanzen, Justiz, Gesundheit, Sport, Medien und Elektronik haben. In der Stadt entstehen Regierungsgebäude, die von Norman Foster, Hafeez Contractor, Reliance Group und NRDC-India entworfen wurden. Außerdem sind mehrere IT- und Datenzentren im Bau. Ein medizinisches Zentrum für 1,8 Milliarden US-Dollar entsteht seit 2017.
Die geplante Amaravati-Hochgeschwindigkeitsbahnstrecke würde die Stadt mit den nahe gelegenen Städten Vijayawada, Guntur und Tenali verbinden, hätte eine Länge von 105 km und würde ca. 1,4 Milliarden US-Dollar kosten.
Die Stadt wird mit Buslinien und einer Autobahn mit den Städten Vijayawada und Guntur verbunden sein.
Der Vijayawada Airport wird die Stadt mit der Außenwelt verbinden.